# Seuneubok Timur
Seuneubok Timur is een bestuurslaag in het regentschap Aceh Timur van de provincie Atjeh, Indonesië. Seuneubok Timur telt 233 inwoners (volkstelling 2010).